# Peugeot 9X8
La Peugeot 9X8 è una supersportiva monoscocca chiusa costruita dal costruttore francese Peugeot Sport per partecipare alla categoria Hypercar del Campionato del mondo endurance FIA.

## Sviluppo

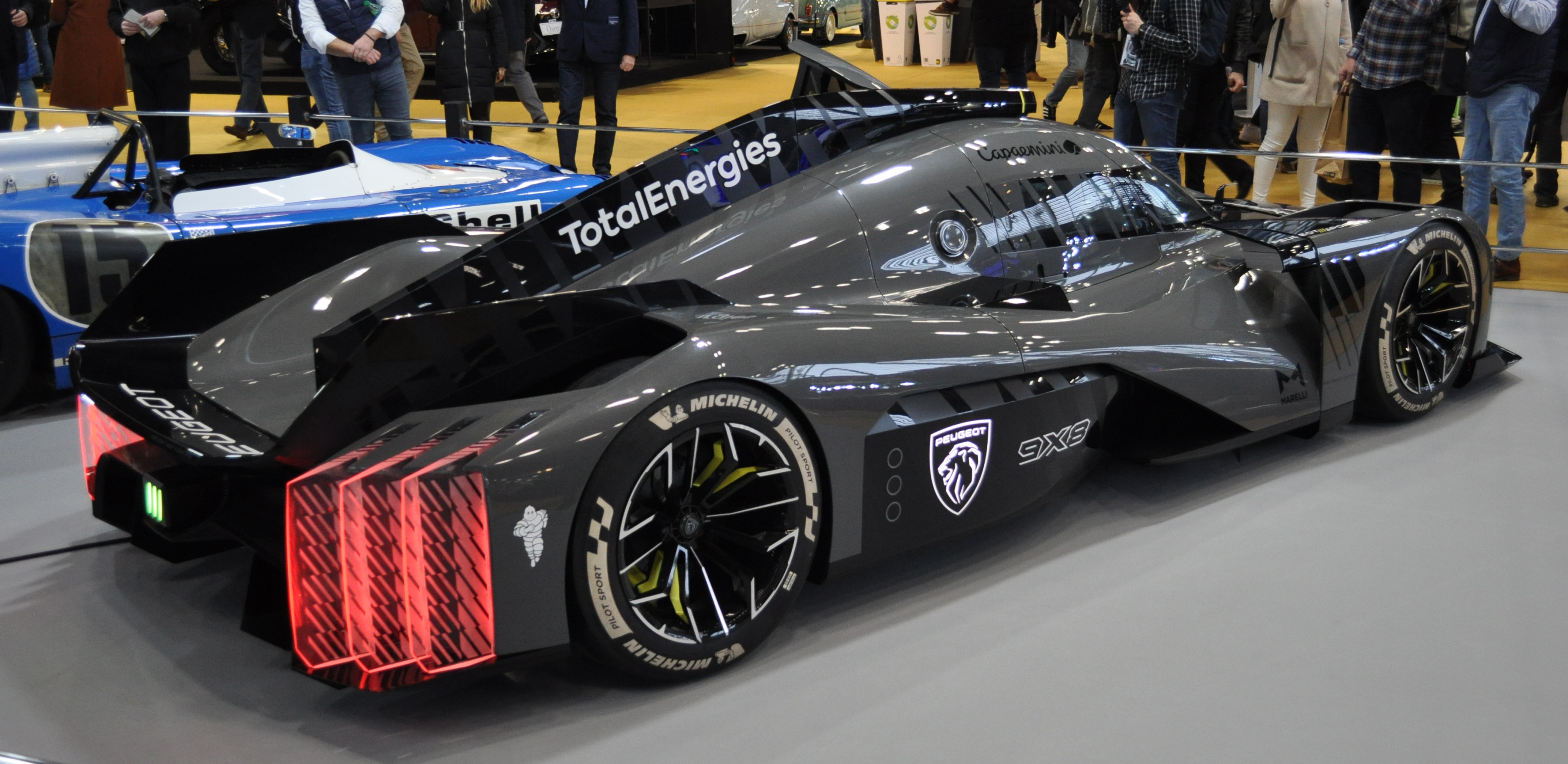
Vista posteriore della 9X8 del biennio 2022-2023, portata in gara senza ala posteriore.

Il 13 novembre 2019, Peugeot annuncia il suo ritorno nel Campionato del mondo endurance (WEC) e nella 24 Ore di Le Mans per il 2022, nella nuova categoria Le Mans Hypercar. Il successivo 4 dicembre, viene annunciata la collaborazione con il team svizzero Rebellion Racing; tuttavia il 13 febbraio 2020, Rebellion annuncia l'addio al programma WEC. La casa francese si ritrova così a continuare da sola il lavoro per la creazione della sua Hypercar.
La 9X8 viene presentata ufficialmente il 6 luglio 2021 a Monza. Per quanto concerne il nome, il "9" corrisponde ai modelli da competizione estremi di Peugeot, la "X" rappresenta la tecnologia della trazione integrale e ibrida, infine l'"8" identifica i modelli contemporanei del marchio francese; inoltre, moltiplicando 9 per 8 si ottiene 72, il numero del dipartimento della Sarthe dov'è nata la stessa Peugeot.
Il 18 gennaio 2022 la 9X8 scende in pista per i test di sviluppo sul tracciato di Aragón, confermando la scelta – in controtendenza rispetto alla filosofia progettuale della categoria – di non utilizzare l'ala posteriore: la 9X8 sarà il primo prototipo senza ala posteriore a gareggiare a Le Mans da quando la Chaparral 2F introdusse questa novità tecnica nell'edizione del 1967. Ulteriori test di sviluppo si svolgono poi sul circuito Paul Ricard. Nel maggio 2022 Peugeot Sport, reparto corse della casa transalpina, si accorda con Marelli per lo sviluppo della soluzione elettrica del sistema di propulsione ibrida della 9X8.
Nel febbraio 2023, Pescarolo Sport viene scelto come team clienti della Peugeot a partire dalla stagione 2024 del WEC. Proprio dal campionato 2024, preso atto di una filosofia progettuale rivelatasi infruttuosa, la 9X8 si omologa alla concorrenza e adotta anch'essa l'ala posteriore.

## Attività sportiva

### Campionato del mondo endurance FIA

#### 2022

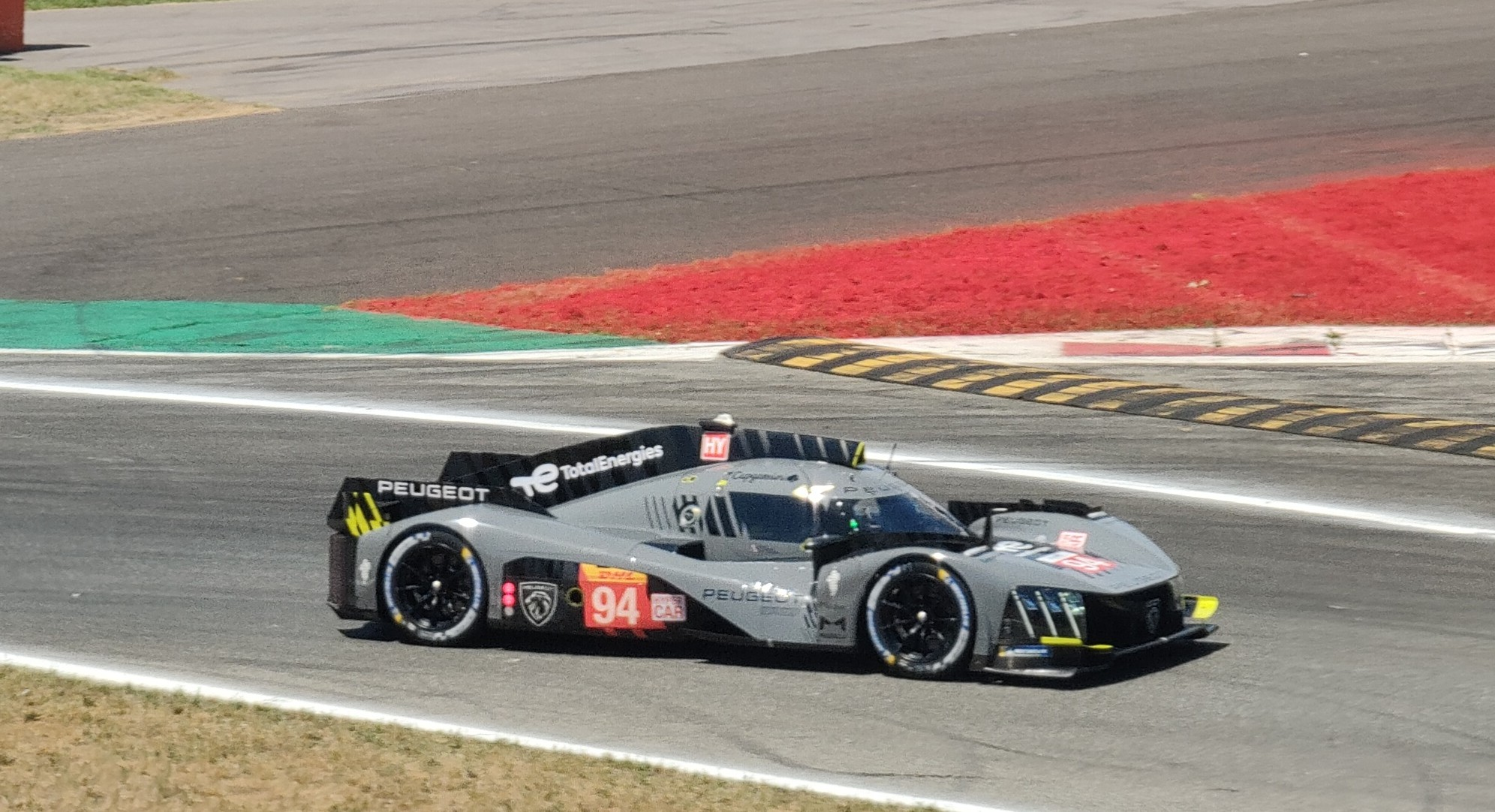
La 9X8 all'esordio assoluto alla 6 Ore di Monza 2022

Per il suo ritorno nel campionato del mondo endurance FIA, Peugeot Sport ha annunciato l'8 febbraio 2021 i sei piloti che rappresenteranno il marchio: gli ex piloti di Formula 1 Kevin Magnussen, Paul di Resta, che ha vinto la 24 Ore di Le Mans nella categoria LMP2 nel 2020, e Jean-Éric Vergne, due volte campione di Formula E; a questi tre si aggiungono Loïc Duval, vincitore della 24 Ore di Le Mans 2013, Gustavo Menezes e Mikkel Jensen.
Nel gennaio 2022, viene annunciato che la 9X8 non correrà il primo evento della stagione in Florida, la 12 Ore di Sebring. Visti i ritardi nell'omologazione della vettura, Peugeot è costretta a saltare anche la 24 Ore di Le Mans. Nel mentre, il 9 marzo il team perde le prestazioni di Magnussen, tornato a correre in Formula 1 nel team Haas. In maggio la casa francese svela la livrea e le nuove forme del prototipo, annunciandone anche l'esordio il successivo 10 luglio nella 6 Ore di Monza; lo stesso giorno viene scelto James Rossiter come sostituito di Magnussen. Frattanto l'8 giugno vengono definiti gli equipaggi: la vettura numero 93 verrà condivisa da Di Resta, Jensen e Vergne, mentre la numero 94 verrà affidata a Rossiter, Menezes e Duval.
Il debutto delle 9X8 a Monza non è positivo, per via di un passo gara inferiore ai rivali e dei tanti problemi tecnici avuti nel corso del fine settimana brianzolo, che hanno portato il ritiro di una vettura. In settembre, nella 6 Ore del Fuji, il team riesce a portare entrambe le 9X8 al traguardo.
Durante i rookie test in Bahrain, oltre ai piloti titolari, a portare in pista la vettura ci sono Yann Ehrlacher, Maximilian Günther, Malthe Jakobsen e Stoffel Vandoorne.

#### 2023

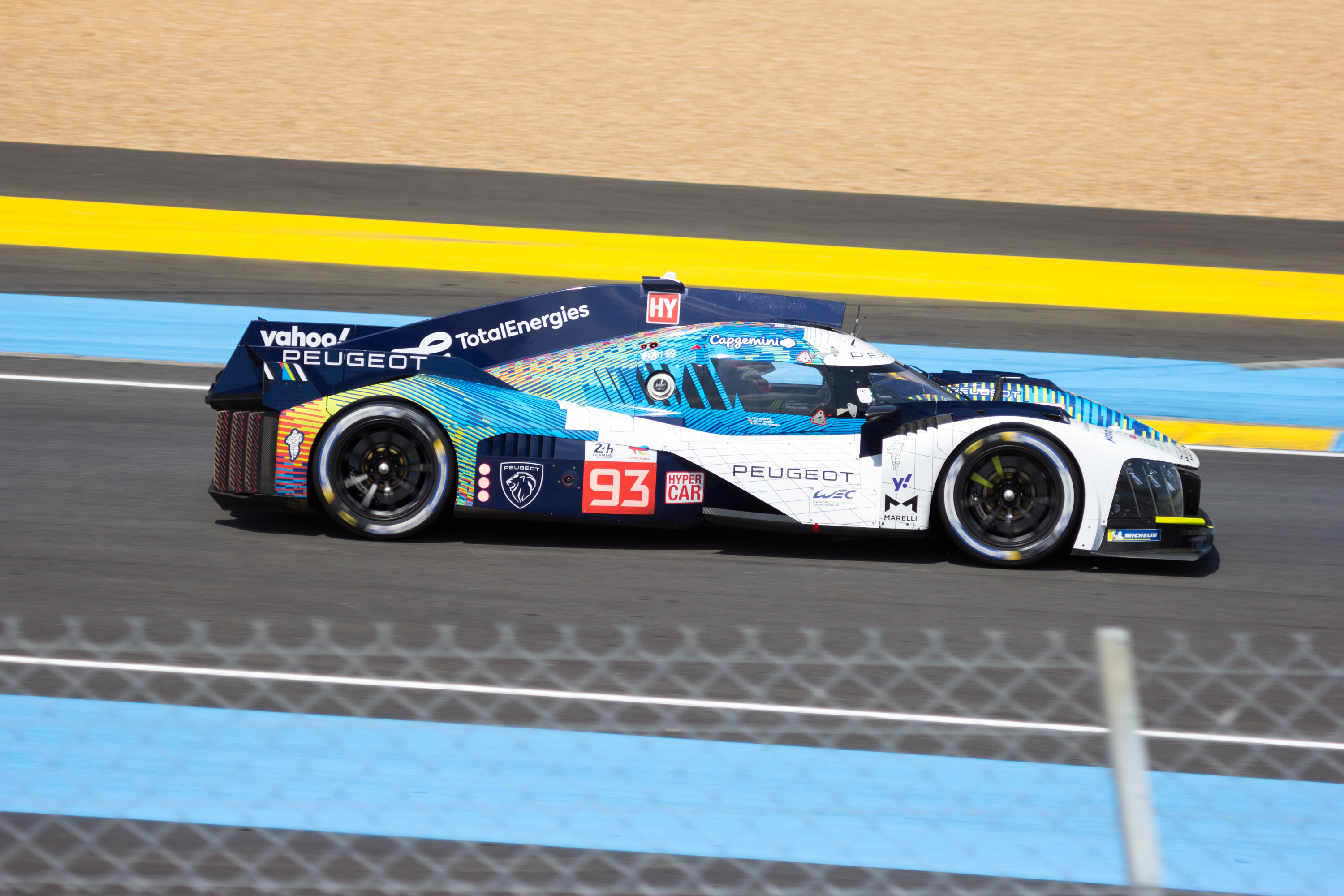
La 9X8 alla 24 Ore di Le Mans 2023

In vista della stagione 2023, nel settembre 2022 viene annunciato l'ingaggio dell'ex pilota Audi, Nico Müller, da parte di Peugeot; di conseguenza Rossiter ritorna nel suo ruolo di tester e pilota di riserva. La seconda stagione agonistica della 9X8 la vede, nella prima parte, ancora relegata in zona punti; in luglio, alla 6 Ore di Monza l'equipaggio Di Resta-Vergne-Jensen ottiene il pimo podio per la hypercar Peugeot con il terzo posto finale.

## Risultati nel WEC
| Anno | Classe   | Piloti            | #  | 1   | 2   | 3   | 4   | 5   | 6   | 7   | 8   | Punti | Pos |
| ---- | -------- | ----------------- | -- | --- | --- | --- | --- | --- | --- | --- | --- | ----- | --- |
| 2022 | Hypercar |                   |    | SEB | SPA | LMN | MON | FUJ | BHR |     |     | 42    | 4º  |
| 2022 | Hypercar | Paul di Resta     | 93 |     |     |     | Rit | 4   | Rit |     |     | 42    | 4º  |
| 2022 | Hypercar | Jean-Éric Vergne  | 93 |     |     |     | Rit | 4   | Rit |     |     | 42    | 4º  |
| 2022 | Hypercar | Mikkel Jensen     | 93 |     |     |     | Rit | 4   | Rit |     |     | 42    | 4º  |
| 2022 | Hypercar | Gustavo Menezes   | 94 |     |     |     | 4   | 5   | 4   |     |     | 42    | 4º  |
| 2022 | Hypercar | Loïc Duval        | 94 |     |     |     | 4   | 5   | 4   |     |     | 42    | 4º  |
| 2022 | Hypercar | James Rossiter    | 94 |     |     |     | 4   | 5   |     |     |     | 42    | 4º  |
| 2022 | Hypercar | Nico Müller       | 94 |     |     |     |     |     | 4   |     |     | 42    | 4º  |
| 2023 | Hypercar |                   |    | SEB | POR | SPA | LMN | MON | FUJ | BHR |     | 67    | 5º  |
| 2023 | Hypercar | Paul di Resta     | 93 | 9   | 7   | 7   | 6   | 3   | 8   | 9   |     | 67    | 5º  |
| 2023 | Hypercar | Jean-Éric Vergne  | 93 | 9   | 7   | 7   | 6   | 3   | 8   | 9   |     | 67    | 5º  |
| 2023 | Hypercar | Mikkel Jensen     | 93 | 9   | 7   | 7   | 6   | 3   | 8   | 9   |     | 67    | 5º  |
| 2023 | Hypercar | Gustavo Menezes   | 94 | NC  | 5   | 9   | 9   | 11  | 7   | 8   |     | 67    | 5º  |
| 2023 | Hypercar | Loïc Duval        | 94 | NC  | 5   | 9   | 9   | 11  | 7   | 8   |     | 67    | 5º  |
| 2023 | Hypercar | Nico Müller       | 94 | NC  | 5   | 9   | 9   | 11  |     | 8   |     | 67    | 5º  |
| 2023 | Hypercar | Stoffel Vandoorne | 94 |     |     |     |     |     | 7   |     |     | 67    | 5º  |
| 2024 | Hypercar |                   |    | QAT | IMO | SPA | LMN | SAO | USA | FUJ | BHR | 57    | 6º  |
| 2024 | Hypercar | Mikkel Jensen     | 93 | SQ7 | 9   | 10  | 12  | 8   | 12  | 4   | 3   | 57    | 6º  |
| 2024 | Hypercar | Nico Müller       | 93 | SQ7 | 9   | 10  | 12  | 8   | 12  | 4   | 3   | 57    | 6º  |
| 2024 | Hypercar | Jean-Éric Vergne  | 93 | SQ7 | 9   |     | 12  | 8   | 12  | 4   | 3   | 57    | 6º  |
| 2024 | Hypercar | Paul di Resta     | 94 | 15  | 15  | 14  | 11  | 16  | Rit | 8   | Rit | 57    | 6º  |
| 2024 | Hypercar | Loïc Duval        | 94 | 15  | 15  | 14  | 11  | 16  | Rit | 8   | Rit | 57    | 6º  |
| 2024 | Hypercar | Stoffel Vandoorne | 94 | 15  | 15  |     | 11  | 16  | Rit | 8   | Rit | 57    | 6º  |
| 2025 | Hypercar |                   |    | QAT | IMO | SPA | LMN | SAO | USA | FUJ | BHR | 10*   | 7º* |
| 2025 | Hypercar | Mikkel Jensen     | 93 | 9   | 9   | 11  |     |     |     |     |     | 10*   | 7º* |
| 2025 | Hypercar | Paul di Resta     | 93 | 9   | 9   | 11  |     |     |     |     |     | 10*   | 7º* |
| 2025 | Hypercar | Jean-Éric Vergne  | 93 | 9   | 9   | 11  |     |     |     |     |     | 10*   | 7º* |
| 2025 | Hypercar | Loïc Duval        | 94 | 12  | 12  | Rit |     |     |     |     |     | 10*   | 7º* |
| 2025 | Hypercar | Malthe Jakobsen   | 94 | 12  | 12  | Rit |     |     |     |     |     | 10*   | 7º* |
| 2025 | Hypercar | Stoffel Vandoorne | 94 | 12  | 12  | Rit |     |     |     |     |     | 10*   | 7º* |

* Stagione in corso.

## Piloti
In grassetto viene indicato il numero di corse con la 9X8, in corsivo il periodo di permeanza del team.
- 12  Paul di Resta (2022 - Presente)
- 12  Jean-Éric Vergne (2022 - Presente)
- 12  Mikkel Jensen (2022 - Presente)
- 12  Loïc Duval (2022 - Presente)
- 10  Gustavo Menezes (2022 - 2023)
- 10  Nico Müller (2022 - Presente)
- 3  Stoffel Vandoorne (2023 - Presente)
- 2  James Rossiter (2022)